# O (Familienname)
O bzw. Oh ist ein koreanischer Familienname. Namensträger sind:
- Oh Ah-yeon (* 1992), südkoreanische Schauspielerin
- Oh Ban-suk (* 1988), südkoreanischer Fußballspieler
- Oh Beom-seok (* 1984), südkoreanischer Fußballspieler
- O Chin-u (1917–1995), nordkoreanischer Politiker
- Oh Chung-hwan, südkoreanischer Regisseur
- Oh Dal-su (* 1968), südkoreanischer Schauspieler
- Oh Eun-seok (* 1983), südkoreanischer Säbelfechter und Olympiasieger
- Oh Eun-su (* 1993), südkoreanischer Curler
- Oh Eun-sun (* 1966), südkoreanische Bergsteigerin
- Oh Gyu-won (1941–2007), südkoreanischer Schriftsteller
- Oh Ha-na (* 1985), südkoreanische Fechterin
- Hee Oh (* 1969), koreanische Mathematikerin
- Oh Hye-ri (* 1988), südkoreanische Taekwondoin
- Oh Hyeon-gyu (* 2001), südkoreanischer Fußballspieler
- Oh Hyeon-jeong (* 1988), südkoreanische Fußballschiedsrichterin
- Oh Hyon-ho (* 1986), südkoreanischer Eishockeyspieler
- Oh In-hye (1984–2020), südkoreanische Schauspielerin und Model
- Oh In-pyo (* 1997), südkoreanischer Fußballspieler
- Oh Jae-suk (* 1990), südkoreanischer Fußballspieler
- Jimin Oh-Havenith (* 1960), koreanisch-deutsche Pianistin
- Oh Jin-hyek (* 1981), südkoreanischer Bogenschütze
- Oh Joo-han (* 1988), südkoreanischer Marathonläufer kenianischer Herkunft
- O Jong-ae (* 1984), nordkoreanische Gewichtheberin
- Oh Jung-hee (Autorin) (* 1947), südkoreanische Autorin
- Oh Jung-hee (Leichtathletin) (* 1978), südkoreanische Marathonläuferin
- Oh Junggeun (* 1970), koreanischer Künstler
- O Kŭng-nyŏl (1930–2023), nordkoreanischer Politiker
- Oh Kyo-moon (* 1972), südkoreanischer Bogenschütze
- Oh Kyong-soo (* 1987), südkoreanischer Sprinter
- Oh Mi-ja (* 1970), südkoreanische Langstreckenläuferin
- Oh Min-ji (* 1985), südkoreanische Eisschnellläuferin
- Oh Min-keun (* 1952), südkoreanischer Boxer
- Oh Sang-eun (* 1977), südkoreanischer Tischtennisspieler
- Oh Sang-uk (* 1996), südkoreanischer Fechter
- Oh Se-hoon (* 1961), südkoreanischer Politiker
- Oh Se-hun (Sänger) (* 1994), südkoreanischer Sänger, Rapper, Tänzer, Schauspieler und Model
- Oh Se-hun (Fußballspieler) (* 1999), südkoreanischer Fußballspieler
- Oh Se-jong (1982–2016), südkoreanischer Shorttracker
- Seongju Oh (* 20. Jahrhundert), südkoreanischer Tenor und Komponist
- Oh Seong-ok (* 1972), südkoreanische Handballspielerin
- Oh Seul-ki (* 1987), südkoreanische Badmintonspielerin
- Oh Song-suk (* 1977), nordkoreanische Marathonläuferin
- Oh Soo-yeon (* 1964), südkoreanische Schriftstellerin
- Soon-Tek Oh (1932–2018), US-amerikanischer Schauspieler
- Oh Won-bin (* 1990), südkoreanischer Sänger und Schauspieler
- Oh Ye-jin (* 2005), südkoreanische Sportschützin
- Oh Yeon-seo (* 1987), südkoreanische Schauspielerin
- Oh Yoon-kyung (* 1941), nordkoreanischer Fußballspieler
- Oh Yun-kyo (1960–2000), südkoreanischer Fußballspieler

O ist auch der Familienname folgender Personen:
- Cédric O, (* 1982), französischer Politiker und Staatssekretär
- François d’O († 1594), Mignon des französischen Königs Heinrich III.